# Diaphus splendidus
Diaphus splendidus är en fiskart som först beskrevs av Brauer, 1904.  Diaphus splendidus ingår i släktet Diaphus och familjen prickfiskar. Inga underarter finns listade i Catalogue of Life.